# Seksualni fetišizam
Fetiš (lat. facticius; fr. fétiche; port. feitiço: čarolija) može značiti predmete kojima primitivna plemena pripisuju čudotvorne moći, ili neseksualni predmet ili dio tijela koji pobuđuju ili zadovoljavaju spolni nagon. Fetiš može biti predmet bezrazložne i opsesivne pozornosti i obožavanja.
Seksualni fetiš može biti nepatološko pomagalo za postizanje seksualne uzbuđenosti, ali ako uzrokuje značajni psihološki stres i negativno utječe na važne dijelove nečijeg života, može biti klasificiran kao mentalni poremećaj. Seksualna uzbuđenost koju uzrokuje neki dio tijela može se klasificirati i kao parcijalizam.

## Teorije
Klasična teorija fetiša, ona koju je utemeljio Sigmund Freud, a čije se teorije danas ne prihvaćaju kao znanstvene, usredotočuje svoju pozornost na Edipov kompleks. Prema Freudu, važan stupanj u odrastanju dječaka je kako će uspjeti nadvladati suparništvo s ocem u zadobivanju majčine ljubavi. Može se javiti strah da će ga otac, budući je veći i jači kazniti kao suparnika kastracijom, iz čega proizlazi da se u djetinjoj nesvjesnoj podsvijesti predmeti tj. fetiši na neki način vezuju uz njegov penis. U takvoj vrsti asocijativnog mišljenja pogled na fetiš, fetišista navodi na pomisao o penisu. Uz svoj penis osjeća se sigurno, ugodno i zadovoljeno, oslobođen strepnje da će ga izgubiti.
Po drugoj teoriji, čiji je najznačajniji predstavnik bio Donald Winnicott, penis je viđen kao obrana od ranijih prededipovskih strahovanja. Predmet straha nije otac koji kažnjava, već gubitak majke koja podržava život. Po ovoj teoriji, fetišizam proizlazi iz vremena kada odvajanje od majke predstavlja samu smrt i fetiš je prijelazni predmet koji pomaže malom dječaku da premosti strah i usamljenost.

### Suvremena psihologija
Pretpostavka jest da seksualni fetišizam nastaje prije puberteta, zbog toga što se tek u pubertetu očituje, no znanstvenici ne pronalaze zasiguran izvor.
Neka objašnjenja pozivaju se na klasično uvjetovanje i eksperimente koji su uspješno u muškarcima uvjetovali spolnu uzbudu na predmete poput čizama, geometrijskih likova i kasica kombinacijom s konvencionalnim erotskim sredstvima. Seksolog John Barncroft, međutim, smatra da uvjetovanje ne može objasniti pojavu fetišizma zbog toga što ne predstavlja izvor takvog ponašanja kod većine ljudi. On tvrdi kako bi uvjetovanje moralo djelovati zajedno s nekim drugim faktorom, poput abnormalnosti u procesu spolnog sazrijevanja.
Teorije seksualnog utiska (eng. sexual imprinting) nalažu da ljudi uče prepoznati seksualno poželjna obilježja i radnje tijekom djetinjstva. Time tvrde da bi do fetišizma moglo doći ako dijete dobije utisak koji predstavlja nedovoljno široko ili netočno shvaćanje seksualnog objekta. Čini se kao da se seksualni utisak događa u najranijim fazama djetetovog iskustva sa seksualnim podražajima i požudom, a da se temelji na „egocentričnoj procjeni istaknutih obilježja vezanih uz nagrađivanje i zadovoljstvo koja se razlikuje od pojedinca do pojedinca.”
Pretpostavlja se i da neurološke razlike igraju ulogu. Neuroznanstvenik Vilayanur S. Ramachadran primijetio je kako se regije mozga koje procesuiraju osjet stopala nalaze odmah pored regija koje procesuiraju osjet genitalija te predložio da bi slučajna povezanost tih dviju regija mogla objasniti učestalost fetišizma prema stopalima. U prilog toj teoriji ide i jedan neobičan slučaj u kojemu je operacija mozga pacijentu epilepsije uklonila fetiš na zihernadle.

## Predmeti fetišizma
Predmeti fetišizma nisu ograničeni na, ali mogu biti:
- razne vrste odjeće i obuće: cipele, čizme, visoke pete, čarape, rublje, odore, korzeti, rukavice i dr.
- materijali za odjeću i obuću: koža, lateks, likra, guma, plastika itd.
- dijelovi tijela: ruke, stopala, kosa, oči itd.
- tjelesne tekućine
- medicinska oprema: sonde, kateteri, spekuli, klistiri, injekcije i dr.

## Vanjske poveznice
|  | Zajednički poslužitelj ima još gradiva o temi Seksualni fetišizam |